# Андреја Којић
Андрија Којић – „Андрица" (Београд 28. август 1896 — Београд, 7. јул 1952) је био српски и југословенски фудбалер и репрезентативац. Играо је на позицији нападача.
Почео је да игра са 11 година у подмлатку Српског мача из Београда. Године 1911, са десетак најбољих фудбалера је напустио клуб и са њима је учествовао у оснивању БСК-а, у којем је играо до почетка Првог светског рата. Крајем 1915. избегао је преко Албаније и Крита, Италије, Туниса и Алжира у Француску, где је играо за Марсељ, Екс ан Прованс и Бордо, а 1918. стигао је у Рим и играо за Соко про Рома. Кад се вратио у домовину, поново је играо у БСК-у до 1923. Као службеник Народне банке био је премештен у Нови Сад где је играо за Војводину, а касније за нишки Синђелић и шабачку Мачву. На крају каријере, већ нарушеног здравља, играо је у Лешници и Крупњу.
Уз седам утакмица за градску селекцију Београда, био је члан прве репрезентације Краљевине Срба, Хрвата и Словенаца, која је дебитовала на олимпијском фудбалском турниру 1920. у Антверпену. Играо је на другој утакмици 2. септембра 1920. против Египта (2:4) у овкиру тзв. „утешног турнира“, кад је у другом полувремену заменио Загрепчанина Емила Першку на месту леве полутке.
Један од најбољих и најталентованијих фудбалера из најстарије београдске пионирске генерације, упамћен по изузетном другарству и примерном спортском понашању. Био је нападач са високом техником, одличним ударцима с обе ноге и изванредном елеганцијом у игри.
Од фудбала се опростио 12. јула 1937. као 41-годишњак, на прослави СК Радојловић у Крупњу. Статистичари су забележили да је одиграо око 700 утакмица, с посебном напоменом „да је био друг и човек о коме се увек говорило с искреним поштовањем и љубави“.
После врло тешког животног пута, умро је у Београду. Сарањен је на Новом гробљу, сиромашан и заборављен од некадашњих бројних обожавалаца.